# Ceradenia oidiophora
Ceradenia oidiophora är en stensöteväxtart som först beskrevs av John T. Mickel och Joseph M. Beitel och som fick sitt nu gällande namn av Alan Reid Smith.
Ceradenia oidiophora ingår i släktet Ceradenia och familjen Polypodiaceae. Inga underarter finns listade i Catalogue of Life.